# Morval (Cornouailles)
Pour les articles homonymes, voir Morval.
Morval est une paroisse civile des Cornouailles, en Angleterre.